# Відносини Ісландія — НАТО

Члени та партнери НАТО в Європі
Члени НАТО
План дій щодо членства
Індивідуальний партнерський план
Партнерство заради миру

Відносини між Ісландією та НАТО (англ. NATO's relations with Iceland або Iceland–NATO relations) почалися 4 квітня 1949 року, коли ця країна стала однією з 12 країн-засновників НАТО, які підписали Північноатлантичний договір.

## Історія відносин

### 1950-ті роки
1951 року у зв'язку з Холодною війною на прохання НАТО між Ісландією та США була укладений договір про оборону, що закріпив статус аеропорту Кеплавік як військової бази США. В середині 1950-х років в Ісландії розгорнувся рух за виведення іноземних військ з території країни. 1 червня 1956 року уряд Ісландії пред'явив відповідну ноту уряду США, проте через посилення міжнародних непорозумінь дана вимога в грудні цього ж року була скасована.

### 1960-1970-ті роки
Через присутність американських військових в аеропорту Кеплавік велася прискіплива перевірка пасажирів, що породило рух громадянського протесту. В 1960–1970-ті роки постійно організовувалися марші протесту проти військової присутності США в Ісландії. Колони демонстрантів щороку проходили 50 кілометрів від Рейк'явіка до аеропорту, скандуючи гасло «Island ur NATO, herinn burt» (укр. «Ісландію геть з НАТО, військових додому!»).

### 1980-ті роки
В 1985 році парламент Ісландії одностайно ухвалив рішення про оголошення країни «без'ядерною зоною», заборонивши НАТО розміщувати будь-яку ядерну зброю на острові.

### 1990-ті роки
У 1998 році був затверджений план організації командування альянсом, за умовами якого Ісландії відводиться роль запасної штаб-квартири НАТО.

### 2000-ні роки
У 2006 році з аеропорту Кеплавік були виведені американські війська, проте договір про оборону 1951 року досі діє. Закриття бази було розцінено урядом Ісландії як акт зневаги. Крім цього в Ісландії існують домовленості про збройний захист з Данією, Норвегією та іншими членами НАТО. Держава проводить щорічні навчання НАТО під кодовою назвою «Північний Вікінг». Останні такі навчання відбулися 2011 року.

### Сучасний стан
Нині Ісландія представлена в усіх основних комітетах НАТО. Вона робить внески в військовий і цивільний бюджети альянсу, а також до Програми інвестицій щодо забезпечення безпеки. Ісландія направляє цивільних миротворців для участі в операціях під керівництвом НАТО. Також країна служить важливою дозаправочною базою для операцій НАТО в континентальній Європі та на півночі Америки.